# Balatonederics
Balatonederics (vyslovováno [balatonederič]) je velká vesnice a letovisko v Maďarsku v župě Veszprém, spadající pod okres Tapolca. Nachází se u severozápadního břehu Balatonu, asi 11 km severovýchodně od Keszthely. Žije zde přibližně 1 000 obyvatel, z nichž jsou dle údajů z roku 2015 89,6 % Maďaři, 1,6 % Němci a 0,2 % Romové.
Sousedními vesnicemi jsou Badacsonytördemic, Balatongyörök, Hegymagas, Lesenceistvánd, Lesencefalu, Lesencetomaj, Nemesvita, Sümegprága, Szigliget a Uzsa, sousedními městy Sümeg a Tapolca.
Nachází se zde účelové letiště, zámky Fekete-kastély a Kiskastély a zoologická zahrada Afrika Múzeum.